# アベシェ
アベシェ（Abéché）は、チャド東部に位置する都市。人口78191人（2008年）。チャド東部の中心都市である。

## 歴史
19世紀末まで存在したワダイ王国の首都だったが、1903年にフランスに征服された。首都ンジャメナやスーダンのエル＝ファーシルには道路が通じており、かつては交易の中心地だった。サヘル地帯に位置し、遊牧民と農耕民が混在する地域である。
スーダン国境からは150kmと近く、現在、隣接するスーダンのダルフール地方からの難民が大量に押し寄せ、それを支援する国連難民高等弁務官事務所やNGOなどの拠点となっている。また、チャド国内の反政府勢力も出没し、2008年6月には政府軍によってアベシェが封鎖される事態となった。

## 交通

### 空港
- アベシェ空港

## 出身人物
- マハマト＝サレ・ハルーン - 映画監督、脚本家